# Тоникода (Ријети)
Тоникода је насеље у Италији у округу Ријети, региону Лацио.
Према процени из 2011. у насељу је живело 426 становника. Насеље се налази на надморској висини од 809 м.